# 王以旂
王以旂（1486年—1553年），字士招，號石岡，直隸應天府江寧縣匠籍，蘇州府吳縣人，明朝政治人物。

## 生平
正德五年（1510年）庚午科應天鄉試第八十四名舉人，六年（1511年）中式辛未科會試第一百九十二名，三甲第四十七名進士。授上高縣知縣，十年（1515年）八月選授河南道監察御史、巡按河南。
明世宗即位，打算追尊生父朱祐杬興獻帝皇號，王以旂抗言不可。嘉靖二年（1523年）巡按福建，五年（1526年）告歸養親，九年（1530年）二月丁父憂，服闋，十一年（1532年）起復原職，十二年（1533年）八月升太僕寺少卿，十五年（1536年）六月升大理寺右少卿，十七年（1538年）三月升光祿寺卿，七月升都察院右副都御史、撫治鄖陽，十八年（1539年）閏七月升都察院左副都御史，二十年（1541年）二月升兵部右侍郎，兼右僉都御史、總理河道，二十一年（1542年）九月奉命回京，免兼官，二十二年（1543年）五月任南京都察院右都御史，二十五年（1546年）五月升工部尚書，二十六年（1547年）二月改都察院左都御史，九月升兵部尚書、提督團營軍務。二十七年（1548年）正月，陝甘總督曾銑曾經上疏收復河套平原，王以旂支持，但明世宗忽然改變看法，嚴厲呵斥曾銑。王以旂等人非常恐懼，於是忽然反駁此前觀點。明世宗逮捕曾銑，命王以旂代任。在任期間，多有戰功，兩度獲廕子。在鎮六年修築延綏城堡四千五百餘所，加太子太保。三十二年（1533年）卒，軍民為他罷市，贈少保，諡襄敏。

## 著作
著有《漕河奏議》、《王襄敏公集》。

## 家族
曾祖王民；祖父王䪧，號靜樂，壽官；祖母顧氏。父王綸（？-1530年），字廷言，號訥齋，晚年更號槐室。母紀氏；繼母劉氏。具慶下。

## 延伸阅读
[在维基数据编辑]
 《國朝獻徵錄·卷之五十七》，出自焦竑《國朝獻徵錄》
 《明史卷一百九十九》，出自《明史》